# اگر می‌توانستم به تو بگویم
اگر می‌توانستم به تو بگویم (به انگلیسی: If I Could Tell You) دوازدهمین آلبوم استودیویی یانی می‌باشد که در سال ۲۰۰۰ توسط شرکت ویرجین رکوردز منتشر شده‌است.